# سیلاب (فیلم ۱۹۹۰)
سیلاب (به هندی: Sailaab) فیلمی محصول سال ۱۹۹۰ و به کارگردانی دیپاک بالراج ویجی است. در این فیلم بازیگرانی همچون آدیتای پانچولی، مادهوری دیکشیت، کولبوشان کارباندا، سورش اوبروی ایفای نقش کرده‌اند.